# Johann II. (Athen)
Johann II. von Sizilien (* 1317; † 3. April 1348) war Herzog von Athen und Neopatria. Er war jüngster Sohn Königs Friedrich II. von Sizilien und der Eleonore d’Anjou, Tochter von König Karl II. von Neapel. Von seinem Vater erhielt er den Titel eines Markgrafen von Randazzo.
Als 1338 sein älterer Bruder Herzog Wilhelm II. kinderlos starb, folgte ihm Johann als Herzog von Athen und Neopatria nach. Im Gegensatz zu seinen Brüdern beabsichtigte er, persönlich nach Griechenland zu reisen, um dort zu regieren, statt der bis dahin eingesetzten Vikare. 1344 stellte er dafür ein Heer aus 400 Rittern und über 4000 Almogàvers auf, beteiligte sich aber dann an der Regentschaft in Sizilien für seinen unmündigen Neffen, König Ludwig. In diese Zeit fielen in Griechenland die Expansion der Serben unter ihrem Zaren, Stefan Uroš IV. Dušan, sowie in Konstantinopel der Machtkampf zwischen den Palaiologen und Kantakuzenen, von dem besonders die Osmanen profitierten. Die Herrschaft der Katalanen in Athen selbst verfiel zusehends. 1348 stattete der sizilianische Hof Johann mit 17.000 Goldunzen aus, um seine Regierung in Athen zu unterstützen.
Bevor er in See stechen konnte, starb er an der Pest. Er wurde in der Kathedrale von Catania bestattet.
Johann war mit Cesarina Lancia verheiratet, die Kinder waren:
- Friedrich I. (* um 1340; † 11. Juli 1355), Herzog von Athen und Neopatria
- Eleonore (* um 1346; † nach 1369), ⚭ mit Guillén de Peraltá, Conde de Castelbellotta